# شامراتوو
شامراتوو (انگلیسی: Shamratovo) یک شهرک در شهرستان کاراایدلسکی استان باشقیرستان کشور روسیه است.